# Pałac w Korsuniu Szewczenkowskim
Pałac w Korsuniu Szewczenkowskim – wybudowany w XVIII w. w Korsuniu (obecnie Korsuń Szewczenkowski).

## Opis
Neogotycki pałac wybudowano w latach 1787–1789 r. na planie kwadratu z czterema wieżami w rogach jako rezydencję podskarbiego Stanisława Poniatowskiego (bratanka króla Stanisława Augusta). Prawa do dóbr przekazał mu wojewoda inflancki Roch Jabłonowski. Pałac zaprojektował Stanisław Zawadzki, a prace nadzorował budowniczy Jan Lindsay z Białegostoku. Rezydencję otaczał park krajobrazowy, a obok założono winnice i plantacje morwy. Była to przypuszczalnie pierwsza realizacja pałacu w stylu neogotyckim na terenach Rzeczypospolitej Obojga Narodów, jednak wg niektórych pałac prezentował styl mauretański. 
Pałac gruntownie przebudował rosyjski minister Piotr Łopuchin dodając elementy zdobień w stylu moskiewskim. Po rewolucji bolszewickiej pałac był siedzibą władz partyjnych, domem wczasowym, szpitalem wojennym, a od 1945 r. Muzeum Bitwy Korsuńskiej z 1944 r. Obok zabytkowej bramy (z 1850 r.) budynek z ekspozycją poświęconą Bohdanowi Chmielnickiemu. 

Dawny park pałacowy jest obecnie Ogrodem Dendrologicznym.

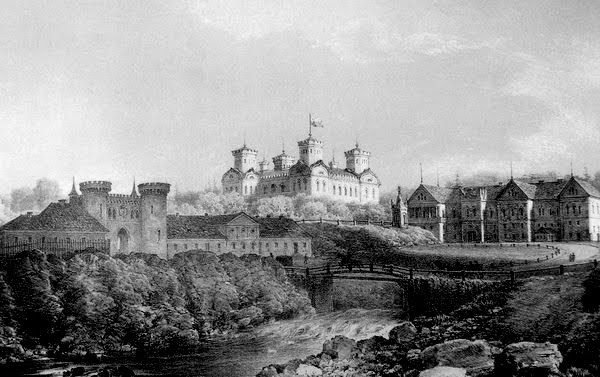
Brama i pałac w 1870 wg rysunku Napoleona Ordy
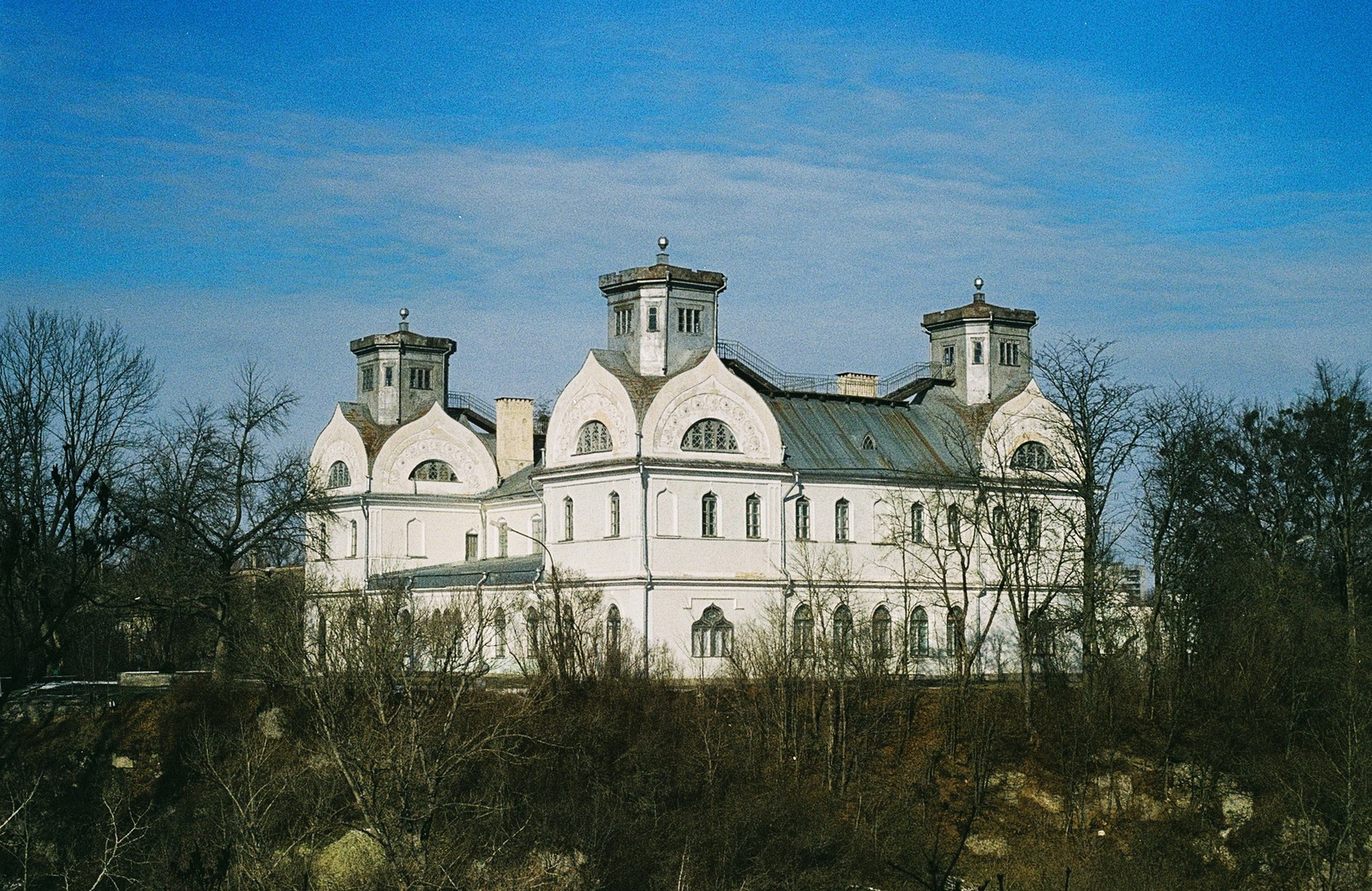
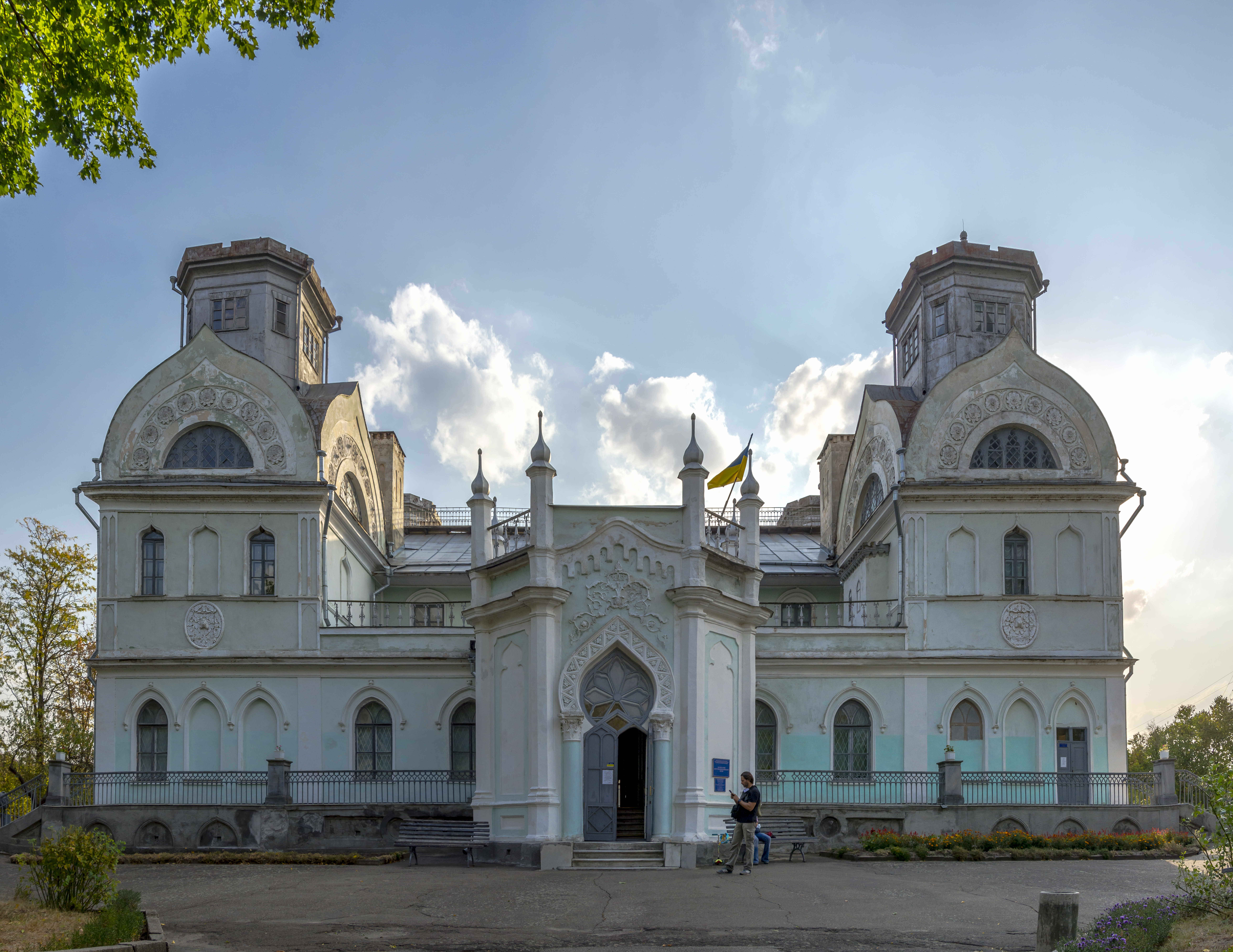
Pałac od strony wejścia
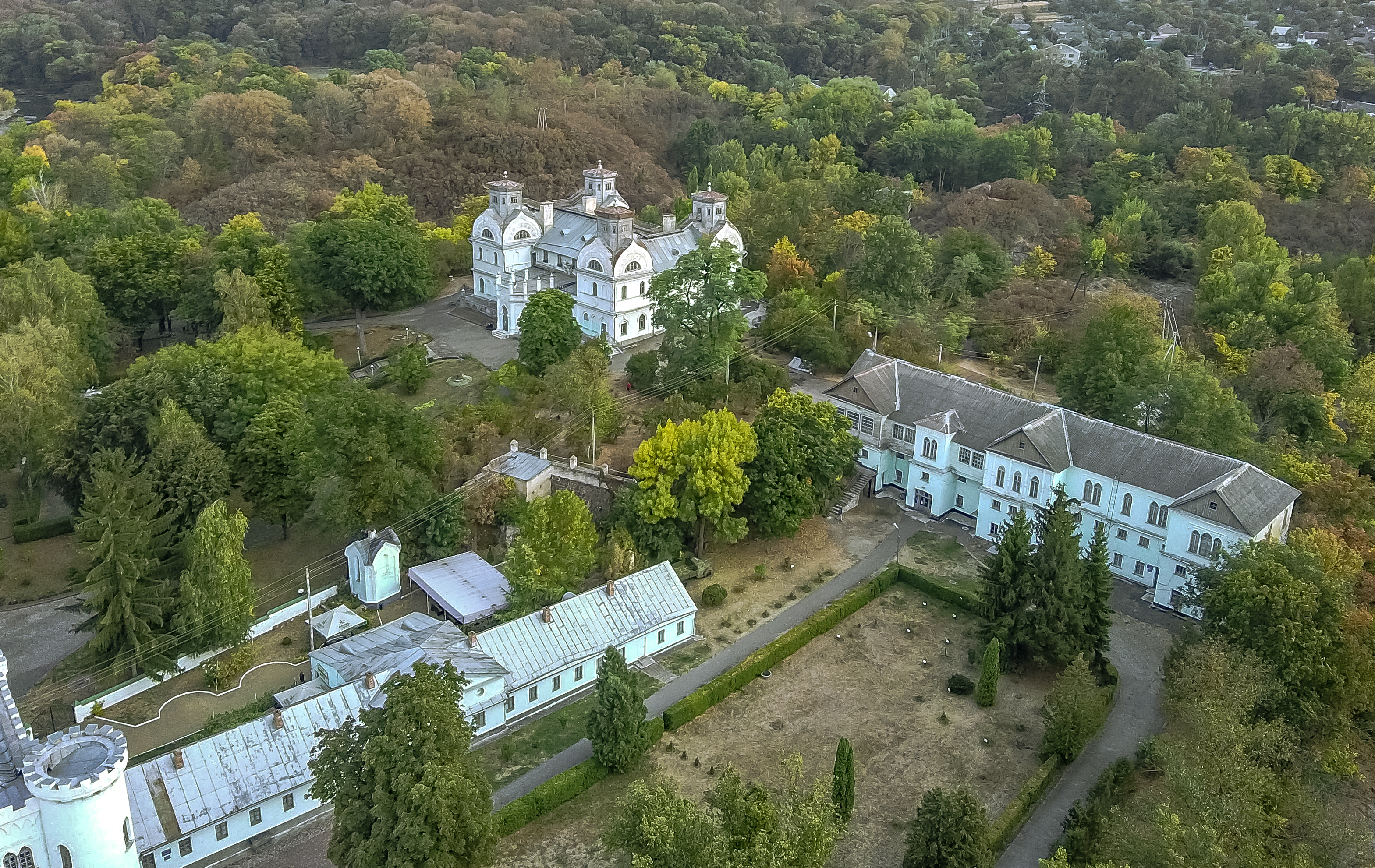
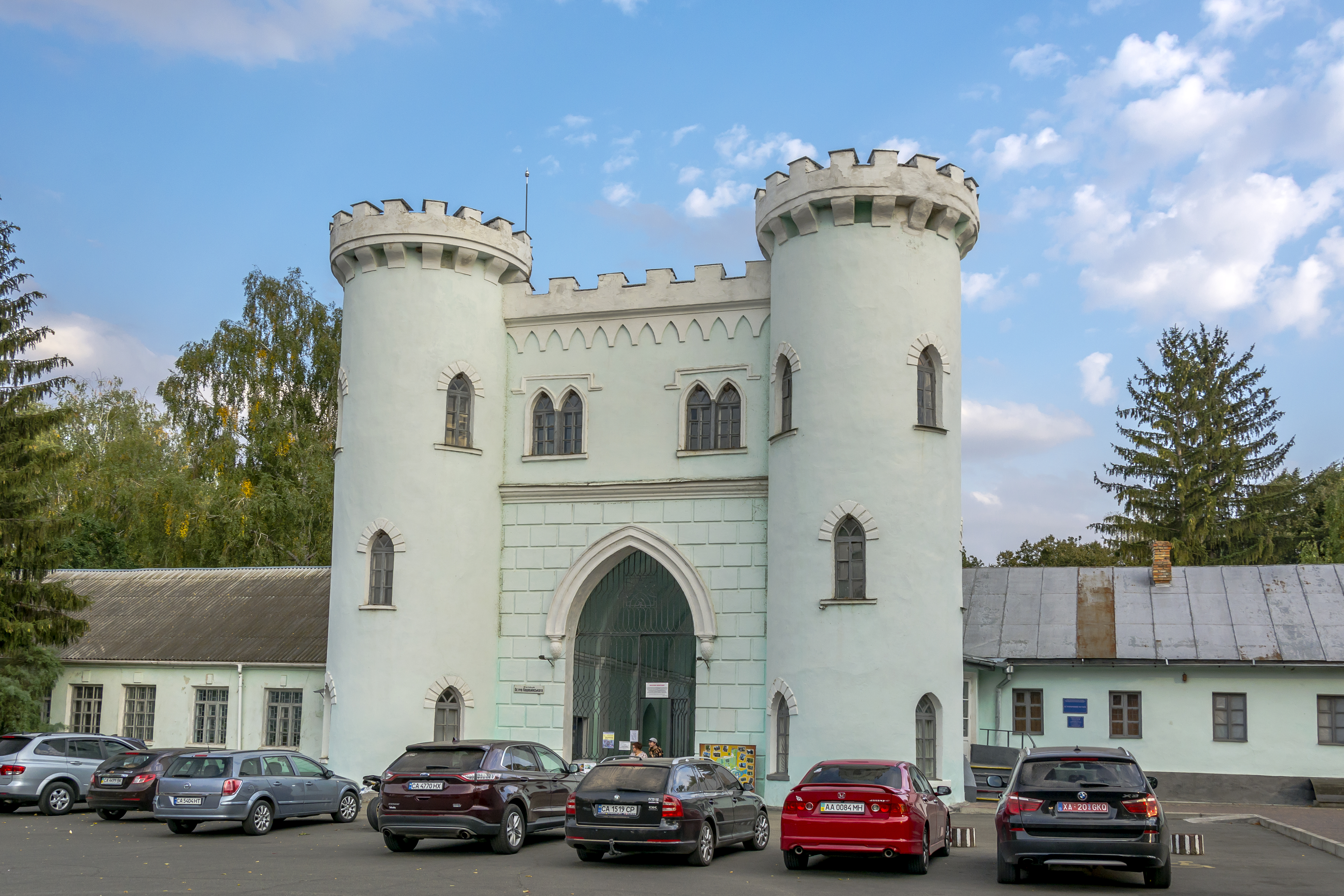
Brama neogotycka
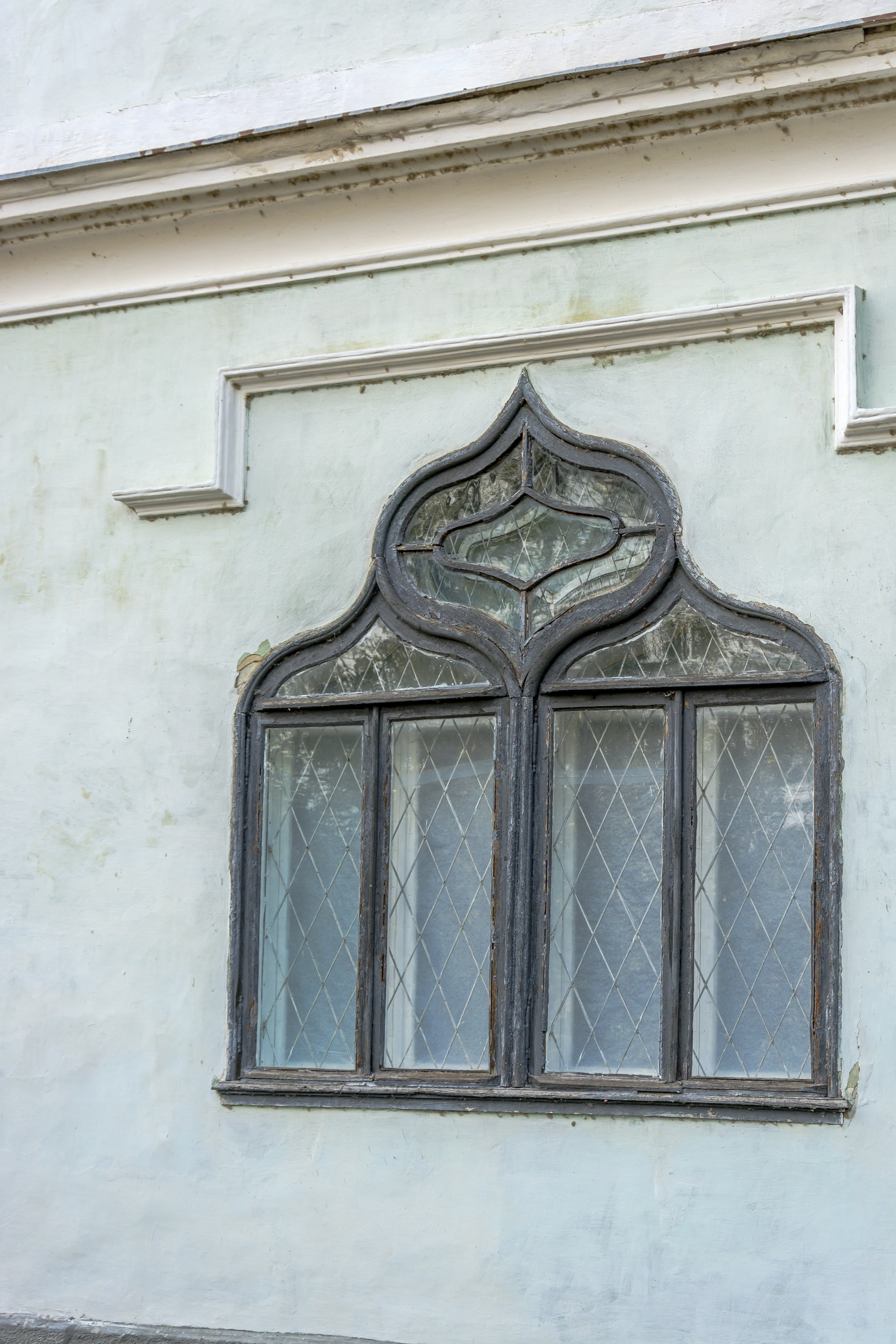
Zdobienie okna
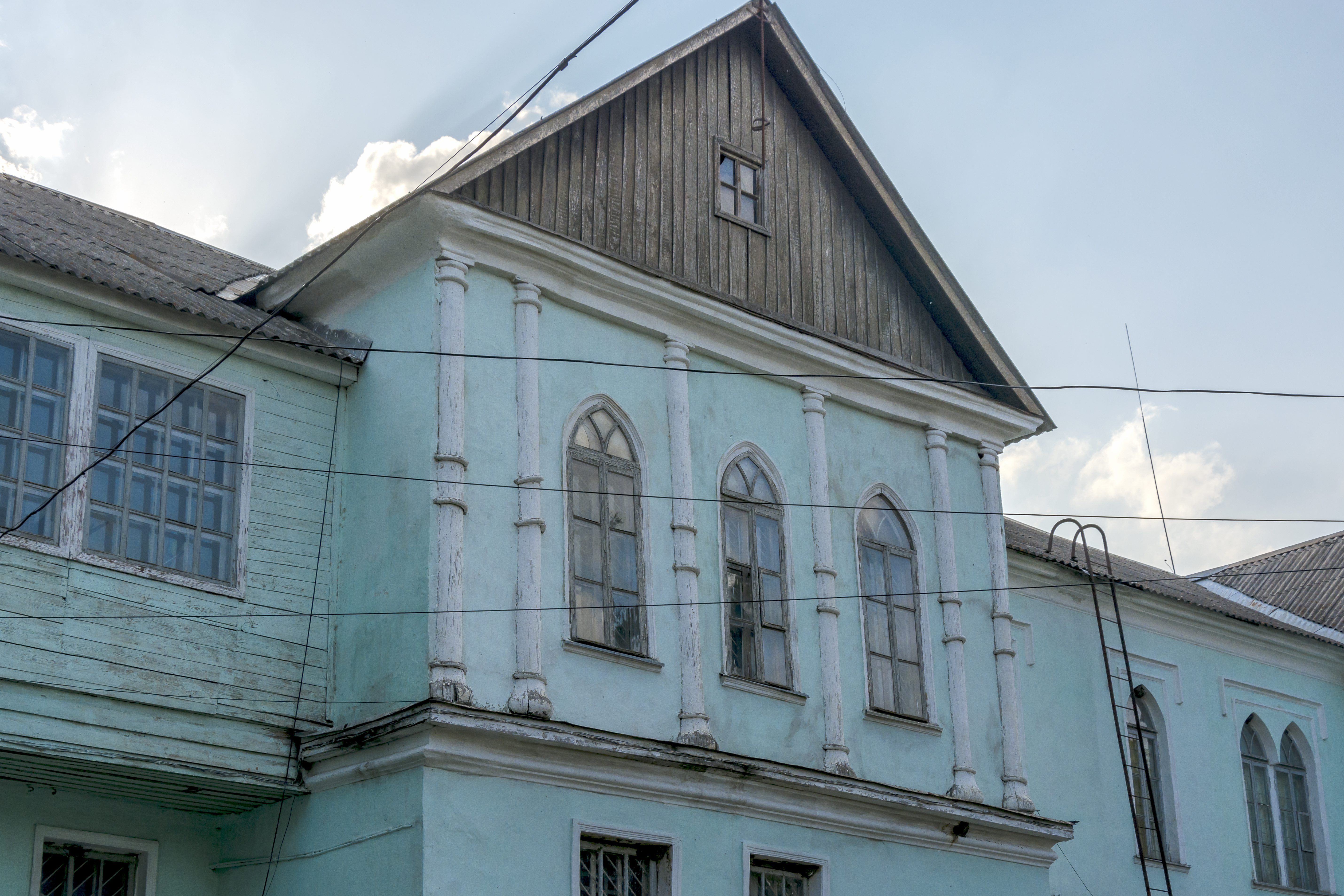
Oficyna
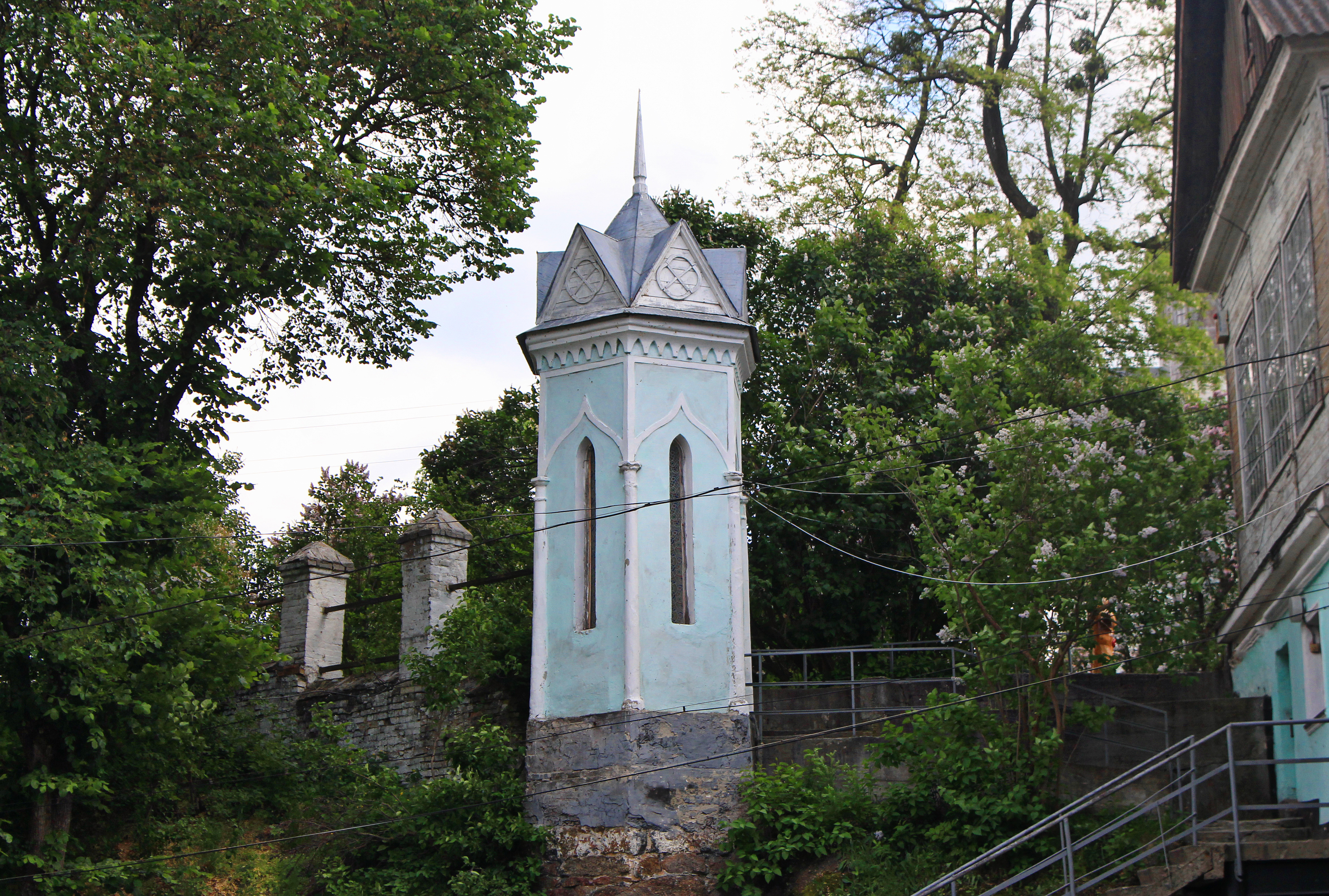
Kaplica